# Club Nacional de Atletas Campesinos de Querétaro
El Club Nacional de Atletas Campesinos de Querétaro és un club de futbol mexicà de la ciutat de Santiago de Querétaro, Querétaro.

## Història
Fou el primer club de la ciutat de Santiago de Querétaro que jugà a la primera divisió mexicana. A finals dels anys 70, Armando Presa comprà el club Estudiantes de Queretaro de segona divisió i li canvià el nom a Atletas Campesinos. El 22 de juny de 1980, sota la direcció d'Antonio Carbajal, el club ascendí a primera divisió. Hi jugà durant dues temporades, fins que el 1982 la franquícia fou venuda al club Tampico Madero Fútbol Club. Renasqué breument entre 2011 i 2012.